# Preah Kô
 Le Preah Kô (le taureau sacré) est le premier temple khmer construit dans la région d'Angkor au Cambodge, sur le site de la capitale d'Indravarman I (Hariharālaya - actuellement Rolûos). Il a été consacré en 880.
Ce temple shivaïte, comme l'attestent les représentations du taureau Nandin, le destrier de Shiva, a un plan rectangulaire avec six tours construites en briques, autrefois couvertes d'enduit décoré. L'ensemble est érigé sur une plateforme de grès à laquelle on accède par des escaliers gardés par des lions de pierre.
Seuls les linteaux, en pierre par nécessité architecturale, comportent des bas-reliefs encore visibles. Les quelques sculptures rapportées sont postérieures.
Les tours sont dédiées aux précédents rois khmers, dont le sanctuaire central à Jayavarman II (Parameśvara) le fondateur du royaume et à leurs reines, tous et toutes divinisés.
Sa construction sera suivie de celle du Bakong, le premier temple-montagne. 

## Galerie

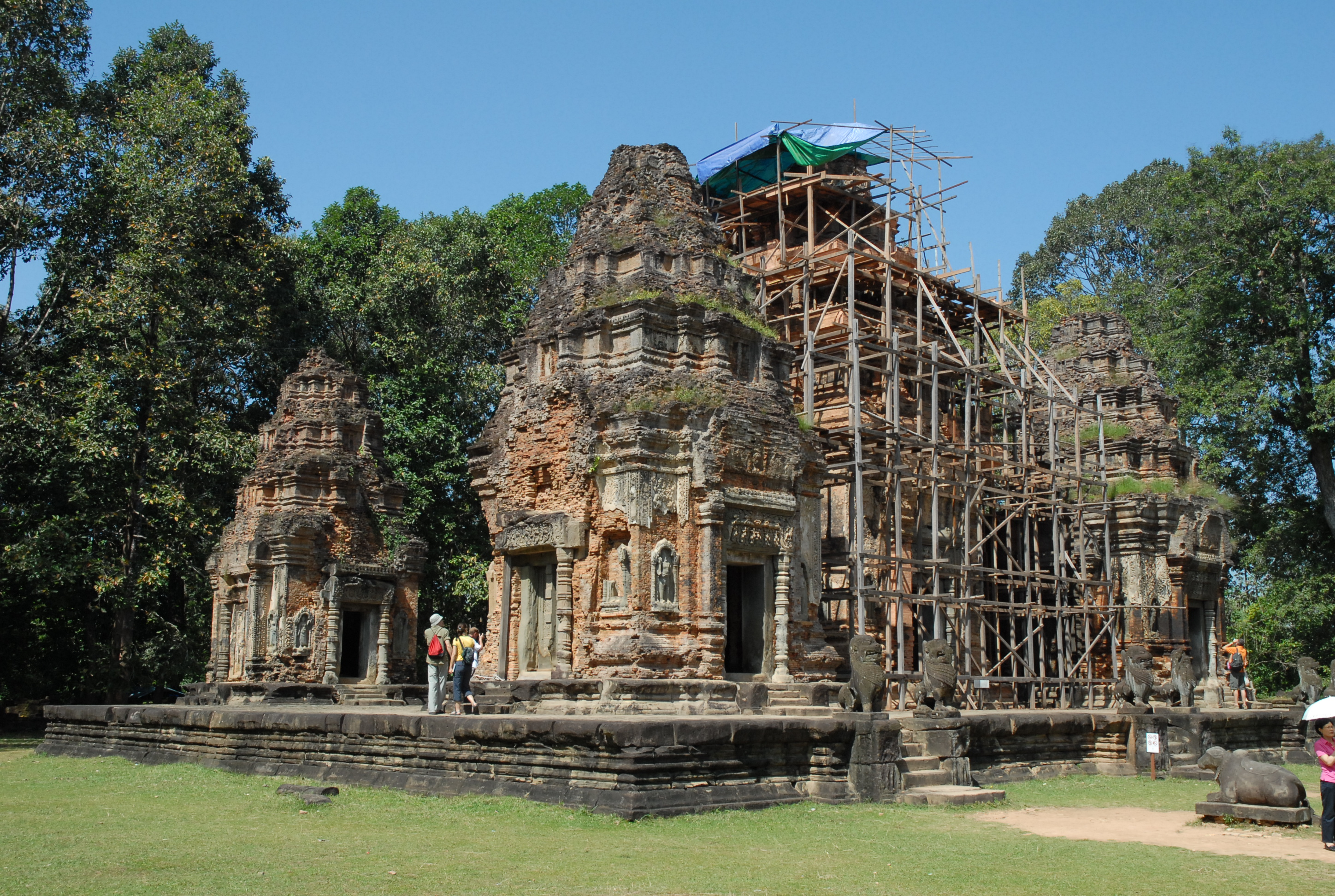
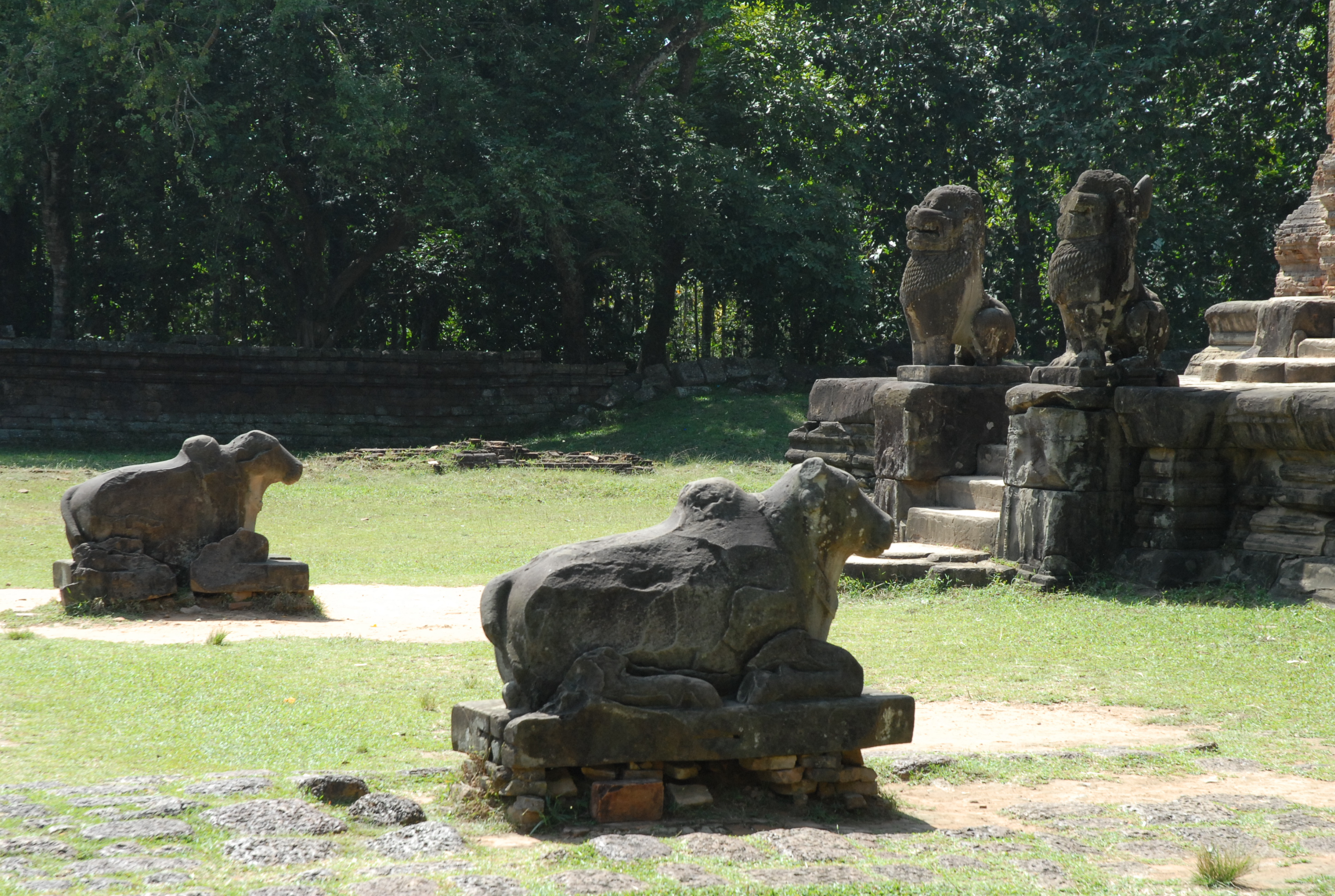
Taureaux Nandin et lions de pierre
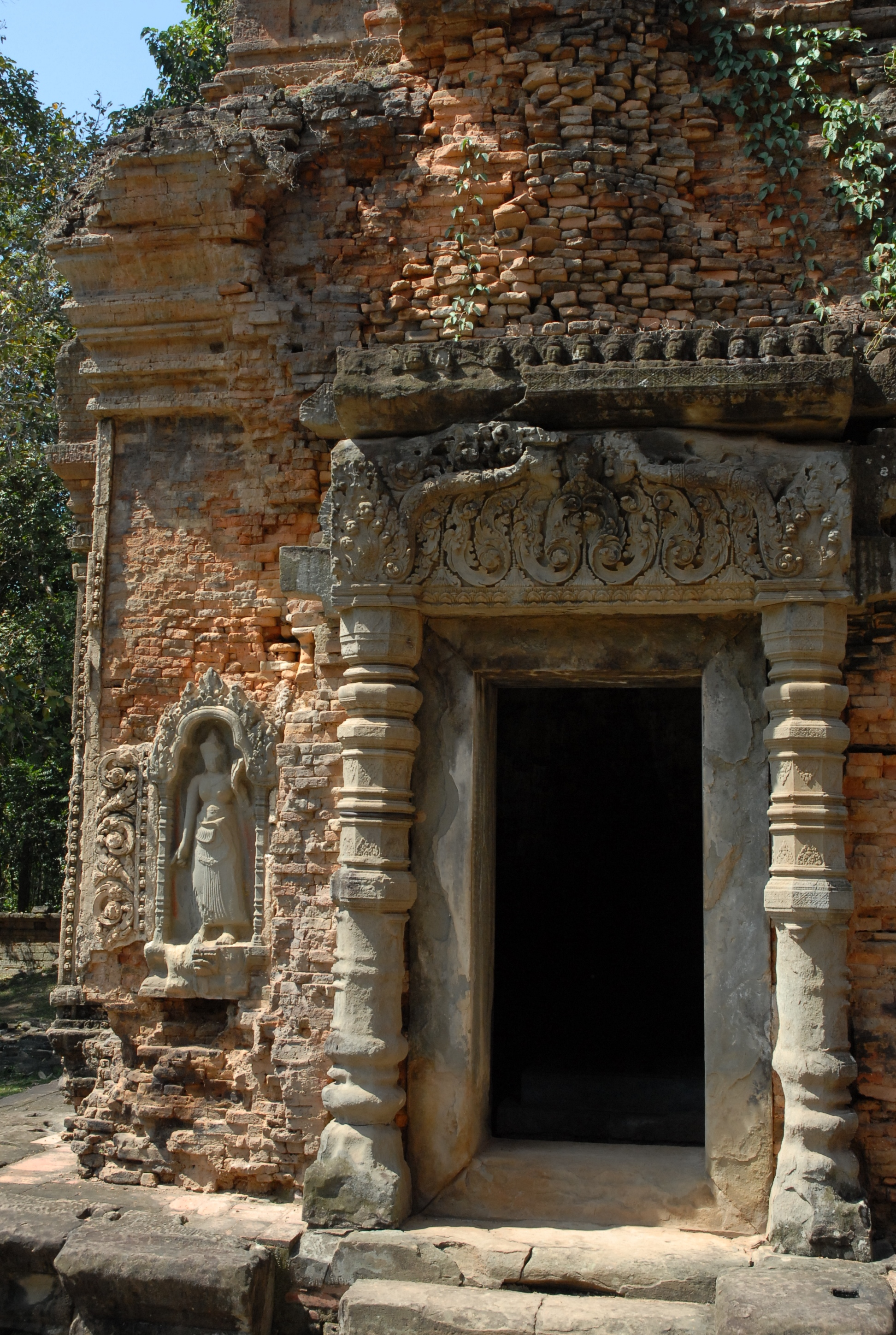
Une des 6 tours de brique
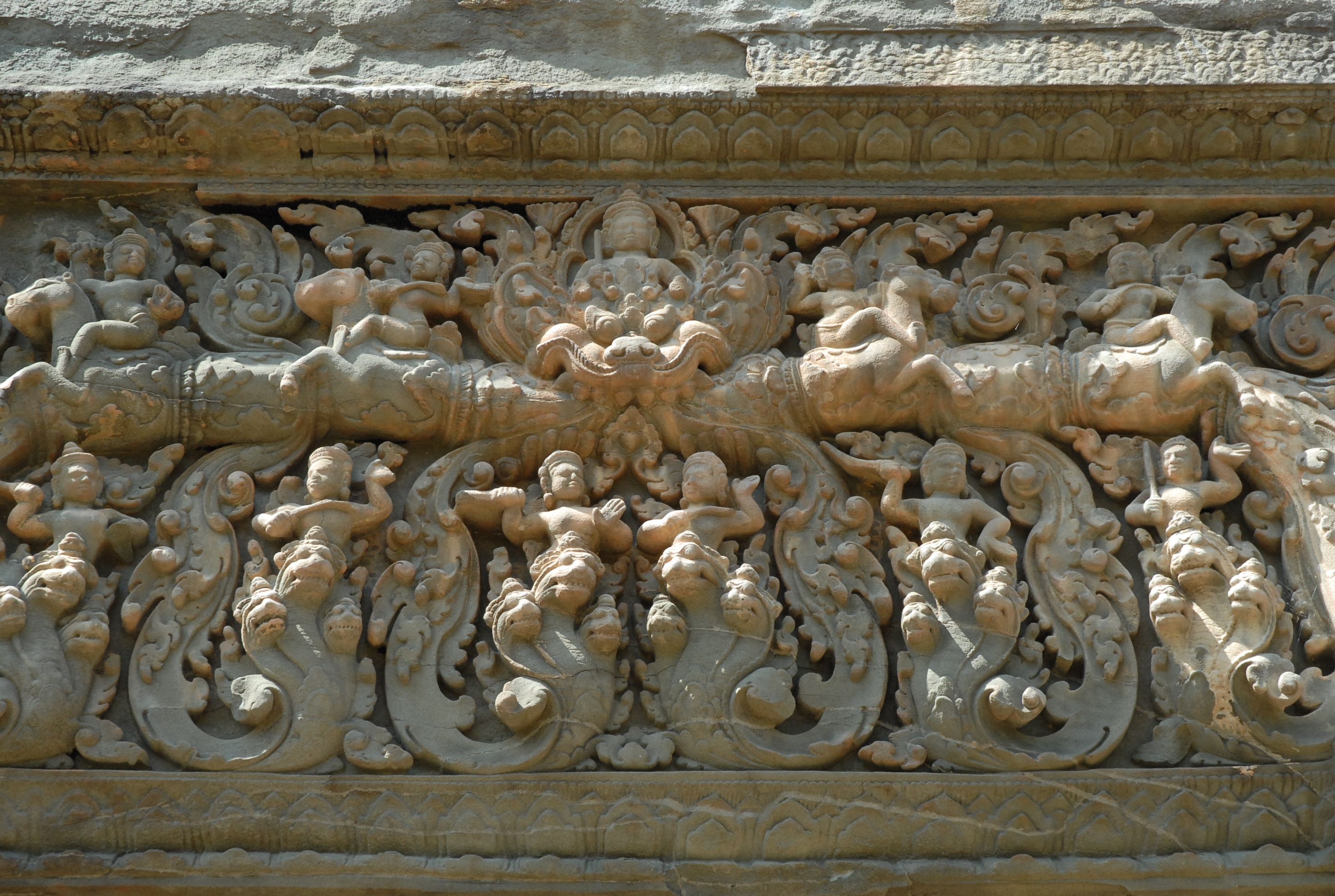
Linteau de porte sculpté
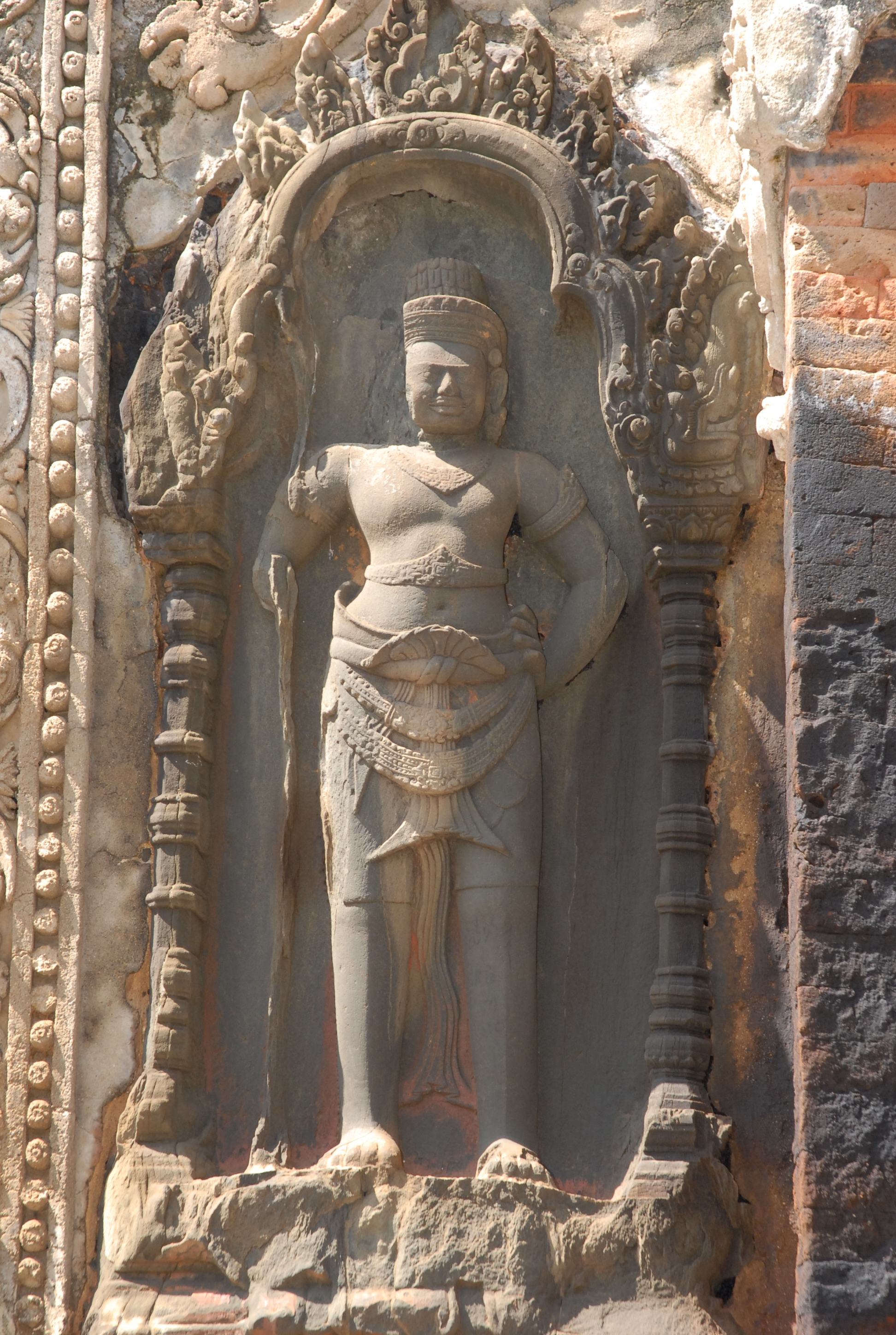
Dvârapâla (gardien) en grès